# Palluau-sur-Indre

Palluau-sur-Indre este o comună în departamentul Indre, Franța. În 1 ianuarie 2022 avea o populație de 789 de locuitori.